# 애버딘 대학교

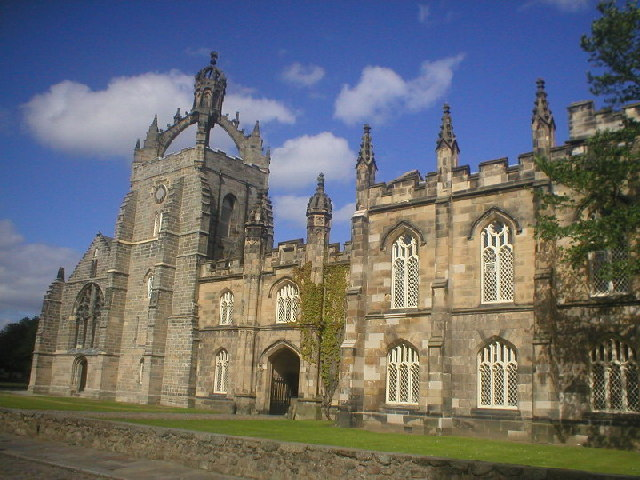

애버딘 대학교는 영국 북단의 도시인 애버딘에 위치한 대학이다. 1495년에 스코틀랜드 왕 제임스 4세가 왕립 대학으로 설립한 킹즈 칼리지가 시내 중심에 위치한 마샬 칼리지(1593년 설립)과 1860년에 합병하여 현재의 애버딘 대학교가 되었다. 스코틀랜드에서는 3번째로 오래된 대학이며, 영국 전체에서는 5번째로 오래된 유서 깊은 대학이다. 영어사용권 모든 나라들 중에서도 5번째로 오래된 대학이기도 하다. 애버딘은 북동부 스코틀랜드 지방의 주도이고, 석유 산업 발달 이후 영국에서 가장 부유한 도시가 되었다.
고풍스러운 캠퍼스와 현대적인 도서관 시설에서 집중적으로 공부할 수 있는 분위기를 제공하며 의학, 종교학, 신학 분야에서 영국 최고 수준의 학부와 대학원을 보유하고 있는 것으로 평가된다. 1497년에 처음 임명된 왕립의학교수좌 (The Regius Professorship of Medicine)는 영어권에서 최초로 임명된 왕립교수좌로 알려져 있다. 상식실재론으로 유명한 철학자 토마스 리드, 인슐린을 발견하고 노벨상을 수상한 존 맥클라우드와 맥스웰 방정식으로 유명한 물리학자 제임스 맥스웰이 교수로 봉직한 바 있다. 지금까지 다섯 명의 노벨상 수상자를 배출했다. 영국 인문학 분야 최고의 영예로 여겨지는 기포드 강연(The Gifford Lectures)를 주최하는 대학 중 하나이다.

## 대학교 동문

### 노벨상 수상자
- 조지 패짓 톰슨 : 영국의 물리학자
- 존 제임스 리카드 맥클라우드 : 영국의 생리학자
- 프레더릭 소디 : 영국의 물리학자

### 대한민국 출신자
- 박종화 : 1994년 졸업. 생화학과.
- 박홍규 신학
- 권문상 신학
- 신문철 신학
- 김경식 신학
- 김덕중 신학
- 조영모 신학
- 정경심 영문학
- 이한수 신학
- 엄태항 신학

## 같이 보기
- 영국의 대학 목록